# Județ de Caraș-Severin
Pour les articles homonymes, voir Caras et Séverin.
Caraș-Severin (en hongrois Krassó-Szörény) est un județ de Roumanie, situé à l'ouest du pays, à la frontière avec la Serbie, dans la région historique du Banat. Il fait partie de l'Eurorégion Danube-Criș-Mureș-Tisa.
Son chef-lieu est Reșița (en hongrois Resicabánya).

## Liste des municipalités, villes et communes

### Municipalités
(population en 2007)
- Reșița (84 678)
- Caransebeș (28 966)

### Villes
(population en 2007)
- Anina (9 046)
- Băile Herculane (6 092)
- Bocșa (17 168)
- Moldova Nouă (13 687)
- Oravița (13 154)
- Oțelu Roșu (11 902)

### Communes
- Armeniș
- Bănia
- Băuțar
- Berliște
- Berzasca
- Berzovia
- Bolvașnița
- Bozovici
- Brebu
- Brebu Nou
- Buchin
- Bucoșnița
- Carașova
- Cărbunari
- Ciclova Română
- Ciuchici
- Ciudanovița
- Constantin Daicoviciu
- Copăcele
- Cornea
- Cornereva
- Coronini
- Dalboșeț
- Doclin
- Dognecea
- Domașnea
- Eftimie Murgu
- Ezeriș
- Fârliug
- Forotic
- Gârnic
- Glimboca
- Goruia
- Grădinari
- Iablanița
- Lăpușnicel
- Lăpușnicu Mare
- Luncavița
- Lupac
- Marga
- Măureni
- Mehadia
- Mehadica
- Naidăș
- Obreja
- Ocna de Fier
- Păltiniș
- Pojejena
- Prigor
- Răcășdia
- Ramna
- Rusca Montană
- Sacu
- Sasca Montană
- Sichevița
- Slatina-Timiș
- Socol
- Șopotu Nou
- Târnova
- Teregova
- Ticvaniu Mare
- Topleț
- Turnu Ruieni
- Văliug
- Vărădia
- Vermeș
- Vrani
- Zăvoi
- Zorlențu Mare

## Géographie
Avec 8,514 km2, c'est la troisième plus grande région après le județ de Suceava et celui de Timiș. C'est aussi la région où le Danube entre en Roumanie.
Les montagnes couvrent 67 % de sa surface, incluant le sud des Alpes de Transylvanie et des Carpates occidentales roumaines.
La région est traversée par la Timiș, la Cerna, la Caraș et la Nera (Roumanie), creusant parfois de spectaculaires gorges et vallées.

## Histoire
Le județ de Caraș-Severin est issu de la plus grande partie du comitat hongrois de Krassó-Szörény, à la suite de son démembrement par le traité de Trianon en 1920.
Le 13 juillet 1738 s'y déroula la bataille de Mehadia, à laquelle participa le duc François III de Lorraine.

## Démographie
| 1880    | 1890    | 1900    | 1910    | 1920    | 1930    | 1941    | 1956    | 1966    |
| ------- | ------- | ------- | ------- | ------- | ------- | ------- | ------- | ------- |
| 290 162 | 310 217 | 329 749 | 341 952 | 309 748 | 319 286 | 319 381 | 327 787 | 358 726 |

| 1977    | 1992    | 2002    | - | - | - | - | - | - |
| ------- | ------- | ------- | - | - | - | - | - | - |
| 385 577 | 376 347 | 333 219 | - | - | - | - | - | - |

### Compositions ethniques
En 2011, le județ de Caraș-Severin compte 274 277 habitants dont :
- Roumains : 89,23 %
- Roms : 2,74 %
- Croates : 1,88 %
- Serbes : 1,82 %
- Hongrois : 1,19 %
- Allemands: 1,11 %
- Ukrainiens : 0,94 %

## Politique
| Période                                  | Période  | Identité          | Étiquette                     | Qualité |
| ---------------------------------------- | -------- | ----------------- | ----------------------------- | ------- |
| Les données manquantes sont à compléter. |          |                   |                               |         |
| 1996                                     | 1997     | Sorin Frunzăverde |                               |         |
| Les données manquantes sont à compléter. |          |                   |                               |         |
| 2004                                     | 2006     | Sorin Frunzăverde | PD                            |         |
| Les données manquantes sont à compléter. |          |                   |                               |         |
| 2008                                     | 2016     | Sorin Frunzăverde | PDL (jusqu'en 2012), puis PNL |         |
| 2016                                     | En cours | Romeo Dumitrescu  | PNL                           |         |

| Parti | Parti                           | Sièges |
| ----- | ------------------------------- | ------ |
|       | Parti national libéral (PNL)    | 16     |
|       | Pro Romania (PRO)               | 10     |
|       | Parti Mouvement populaire (PMP) | 4      |